# Тацуко Такаока
Тацуко Такаока (яп. 高岡 辰子, Такаока Тацуко); 1896–1994), відома під псевдонімом Теруха (яп. 照葉) — японська гейша та письменниця. Здобула популярність за красу, а також за те, що відрізала собі фалангу мізинця на знак відданості коханцеві. Позувала для листівок; серед колекціонерів відома як девятипала гейша (яп. 9本指の芸者). Стала прототипом однієї з героїнь в оповіданні Дзякуте Сетоуті «Дзетоку» (яп. 女徳).

## Ранні роки
Народилася в префектурі Нара. Батько працював ковалем і страждав від алкоголізму. Коли Тацуко було два роки, її мати померла, вихованням дівчинки займалася бабуся. З семи років Тацуко працювала помічницею, розливала чай у парку. Коли їй було 12 років, батько обманом продав її в осакський ханаматі «Нанті». Родичам батько казав, що вона померла.
У 14 років Тацуко купила за 20 єн і удочерила господиня борделю «Кагая»; Тацуко дебютувала під ім'ям Тіеха. Її краса відразу ж зробила її зіркою; мідзуаге Тіехи викупив генеральний директор Осакської біржі. У віці 15 років Тіеха вступила у стосунки з бізнесменом Отоміне. Одного разу він знайшов вставлену в її дзеркальце фотографію актора кабукі і в гніві розірвав стосунки. В знак вірності Тіеха вчинила юбіцуме — відрізала собі частину мізинця.

## Переїзд у Токіо

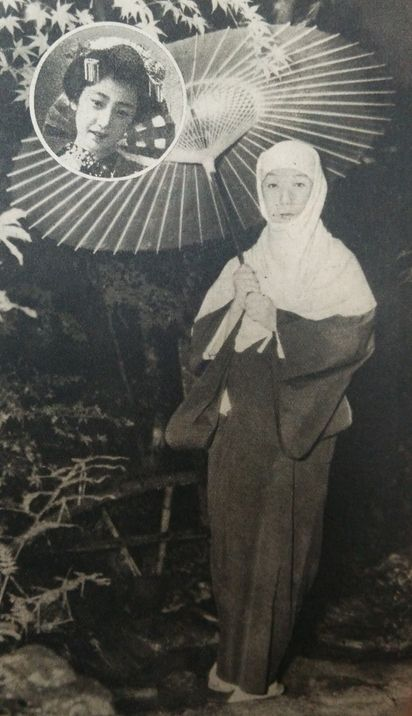
Теруха у зрілому віці

Випадок з відрізанням пальця став гучним скандалом і Тацуко у 1911 році переїхала в Токіо. Вона стала працювати гейшею в кварталі Мукодзіма в будиночку Кефуен під псевдонімом Теруха. Про неї стала піклуватися гейша Кека, що мала стосунки з графом Гото Такетаро; вона ж викупила борг Терухи для переїзду в Токіо. Разом з Манрю Теруха була найвідомішою гейшею Токіо. Листівки і фотографії Терухи були дуже популярними.
Незважаючи на те, що звичайних талантів, необхідних гейші (танець, гра на музичних інструментах), у Терухи не було, вона стала знайома за свою начитаність і вміння писати прозу.

## Шлюб і подальше життя
У 1919 році Теруха покинула карюкай, повернулася до імені Тацуко і побралася з трейдером і керуючим Суедзо Оду. Наступного року чоловік відвіз її в Нью-Йорк, де Тацуко вивчила англійську мову в жіночій школі. Проте з часом вона виявила, що Суедзо втратив до неї інтерес і почав їй зраджувати. Тацуко почала пити і вести розгульне життя; зокрема, у неї був любовний зв'язок з американською дівчиною Хільдегард. Їхні відносини також не тривали довго. Після повернення на батьківщину Тацуко здійснила спробу самогубства і розлучилася з Суедзо.
Наступна її подорож — до Лондона, де зустрічає свого давнього друга Сессю Хаякаву, який радить їй переїхати в Париж. Тут 28-річна Тацуко народила доньку, після чого повернулася до Японії і знову стала гейшею.
У 1923 році Тацуко знялася в головній ролі у фільмі Сіро Накагави «Ворота любові». Вона припиняє кар'єру гейші і одружується з доктором медичних наук, проте він стає банкрутом, після чого відкриває бар в Осаці. У 1928 році Тацуко видає першу автобіографію «Визнання Терухи». У 1935 році 39-річна Тацуко постригається в черниці в касіхарському храмі Кумедера і бере ім'я Тісьо, яке містить ієрогліф «智 (знання)» і ієрогліф «照 (світло)» з її професійного псевдоніма. Працювала при храмі Гіо-Цзи.
Померла в 1994 році у віці 98 років.

## Особисте життя
Під час перебування в Нью-Йорку Тацуко Такаока познайомилася з жінкою на ім'я Гільдегарда, з якою вона мала романтичні стосунки. Ці стосунки тривали близько дев'яти місяців і стали важливою частиною її життя в той період.